# Mariusz Majewski (perkusista)
Mariusz Majewski (DJ Mayoman) – polski perkusista.

## Historia
W latach 1990–1993 był członkiem zespołów De Mono oraz Kult.
W roku 1993 wyemigrował do USA, gdzie zainteresował się muzyką klubową. Początkowo grywał w licznych nowojorskich klubach. W studiu w Nowym Jorku, nagrywał miksy z serii Deep Dance. W 2001 roku zajął 3. miejsce w konkursie na najlepsze masteringowe dzieło mikserskie, zorganizowanym przez najpopularniejszy portal internetowy o tematyce mikserskiej. Po powrocie do Polski w 2004 r. wydał pierwszą część składanki Planeta Super Mix. Kolejne serie miksów, które wydał i nadal wydaje to: Techno Speed Super Mix, „Mocna Jazda”, „Nocna Jazda”, Ibiza House Mix, Heaven Dance Mix i kontynuacje „Planety Super Mix”, jaką jest „Planeta FM: In the Mix”.
W 2009 roku zasiadł w jury podczas Mistrzostw Polski DEE JAY’ów 2009, zorganizowanych w klubie Protector w Uniejowie.

## Dyskografia

### Reds
- Reds (1990)

### Kult
- 45–89 (1990)
- Your Eyes (1991)

### Mixy Mariusza Majewskiego (DJ-a Mayomana)
- Planeta Super Mix 1-12 (2004 – 2007)
- Planeta FM: In the Mix 1 (Czerwiec 2008)
- Planeta FM: In the Mix 2 (Listopad/Grudzień 2008)
- Techno Speed Super Mix 17-19
- Heaven Dance Mix
- Ibiza House Mix 3-10
- Mocna Jazda 1-3
- Nocna Jazda 1-3
- Summer Supermix
- Electro Mix
- Club Mix (wraz z Bogdanem Fabiańskim)